# Danis salamandri
Danis salamandri är en fjärilsart som beskrevs av Semp. Danis salamandri ingår i släktet Danis och familjen juvelvingar. Inga underarter finns listade i Catalogue of Life.